# Arcidiecéze bratislavsko-trnavská
Arcidiecéze bratislavsko-trnavská byla metropolitní arcidiecéze římskokatolické západní provincie (resp. bratislavsko-trnavské), kterou tvořila společně se sufragánními diecézemi nitranskou a banskobystrickou. 
Její území bylo původně součástí ostřihomské arcidiecéze, po vzniku ČSR byla z území ostřihomské arcidiecéze, která ležela na slovenském území, zřízena trnavská apoštolská administratura (1922). Arcidiecéze z ní byla vytvořena až papežem Pavlem VI. 30. prosince 1977, přičemž v letech 1977–1995 se jmenovala arcidiecéze trnavská. Rozhodnutím papeže Benedikta XVI. 14. února 2008, bylo její území zmenšeno a byla přejmenována zpět na arcidiecézi trnavskou. Z částí jejího území byla vytvořena nově zřízená metropolitní arcidiecéze bratislavská. Část území byla přičleněna k diecézi nitranské a banskobystrické. Bratislavsko-trnavský arcibiskup sídlil v Trnavě.
Při rozdělení arcidiecéze první arcibiskup bratislavsko-trnavský Ján Sokol zůstal arcibiskupem trnavským a obdržel výsadu nosit i nadále pallium (přestože již nebyl metropolitou). Arcibiskupem bratislavským a novým metropolitou byl jmenován dosavadní pomocný biskup bratislavsko-trnavské diecéze, Stanislav Zvolenský.

## Základní informace
Statistické údaje pocházejí z asi posledních 2 let existence arcidiecéze
- Rozloha: 14 500 km²
- Členění: 447 farností
- Obyvatel: asi 1 900 000, z toho asi 1 350 000 katolíků
- Kněží: 707